# 1992-es labdarúgó-Európa-bajnokság (selejtező – 7. csoport)
Az 1992-es labdarúgó-Európa-bajnokság selejtezőjének 7. csoportjának mérkőzéseit tartalmazó lapja. A csoportban Anglia, Írország, Lengyelország és Törökország szerepelt. A csapatok körmérkőzéses, oda-visszavágós rendszerben játszottak egymással.
A csoportelső Anglia kijutott az 1992-es labdarúgó-Európa-bajnokságra.

## Tabella
| Hely. | Csapat        | M | Gy | D | V | G+ | G– | Gk  | P | Továbbjutás                            |     | Anglia | Írország | Lengyelország | Törökország |
| ----- | ------------- | - | -- | - | - | -- | -- | --- | - | -------------------------------------- | --- | ------ | -------- | ------------- | ----------- |
| 1.    | Anglia        | 6 | 3  | 3 | 0 | 7  | 3  | +4  | 9 | Kijutott az 1992-es Európa-bajnokságra |     | —      | 1–1      | 2–0           | 1–0         |
| 2.    | Írország      | 6 | 2  | 4 | 0 | 13 | 6  | +7  | 8 |                                        |     | 1–1    | —        | 0–0           | 5–0         |
| 3.    | Lengyelország | 6 | 2  | 3 | 1 | 8  | 6  | +2  | 7 |                                        | 1–1 | 3–3    | —        | 3–0           |             |
| 4.    | Törökország   | 6 | 0  | 0 | 6 | 1  | 14 | −13 | 0 |                                        | 0–1 | 1–3    | 0–1      | —             |             |

## Mérkőzések
Az időpontok helyi idő szerint értendők.
| 1990. október 17. 15:00 |

| Írország                                   | 5–0               | Törökország |
| ------------------------------------------ | ----------------- | ----------- |
| Aldridge 15' 58' 73' O'Leary 40' Quinn 66' | (2–0) Jegyzőkönyv |             |

| Lansdowne Road, Dublin Nézőszám: 42 603 Játékvezető: Erik Fredriksson (svéd) |

| 1990. október 17. 20:00 |

| Anglia                               | 2–0               | Lengyelország |
| ------------------------------------ | ----------------- | ------------- |
| Lineker 39' (11-esből) Beardsley 89' | (1–0) Jegyzőkönyv |               |

| Wembley Stadion, London Nézőszám: 69 353 Játékvezető: Tullio Lanese (olasz) |

| 1990. november 14. 13:30 |

| Írország      | 1–1               | Anglia    |
| ------------- | ----------------- | --------- |
| Cascarino 79' | (0–0) Jegyzőkönyv | Platt 67' |

| Lansdowne Road, Dublin Nézőszám: 45 494 Játékvezető: Pietro D'Elia (olasz) |

| 1990. november 14. 19:00 |

| Törökország | 0–1               | Lengyelország    |
| ----------- | ----------------- | ---------------- |
|             | (0–1) Jegyzőkönyv | Dziekanowski 37' |

| BJK İnönü Stadium, Isztambul Nézőszám: 48 680 Játékvezető: Alexey Spirin (szovjet) |

| 1991. március 27. 20:00 |

| Anglia    | 1–1               | Írország  |
| --------- | ----------------- | --------- |
| Dixon 10' | (1–1) Jegyzőkönyv | Quinn 29' |

| Wembley Stadion, London Nézőszám: 77 753 Játékvezető: Kurt Röthlisberger (svájci) |

| 1991. április 17. 20:00 |

| Lengyelország                   | 3–0               | Törökország |
| ------------------------------- | ----------------- | ----------- |
| Tarasiewicz 72' 80' Kosecki 87' | (0–0) Jegyzőkönyv |             |

| Polish Army Stadium, Varsó Nézőszám: 1061 Játékvezető: Mircea-Lucian Salomir (román) |

| 1991. május 1. 14:00 |

| Írország | 0–0         | Lengyelország |
| -------- | ----------- | ------------- |
|          | Jegyzőkönyv |               |

| Lansdowne Road, Dublin Nézőszám: 45 795 Játékvezető: John Blankenstein (holland) |

| 1991. május 1. 18:00 |

| Törökország | 0–1               | Anglia   |
| ----------- | ----------------- | -------- |
|             | (0–1) Jegyzőkönyv | Wise 32' |

| Atatürk Stadium, İzmir Nézőszám: 12 316 Játékvezető: Wolf-Günter Wiesel (német) |

| 1991. október 16. 17:00 |

| Lengyelország                       | 3–3               | Írország                               |
| ----------------------------------- | ----------------- | -------------------------------------- |
| Czachowski 59' Furtok 77' Urban 86' | (0–1) Jegyzőkönyv | McGrath 12' Townsend 64' Cascarino 68' |

| Stadion Miejski, Poznań Nézőszám: 17 600 Játékvezető: Guy Goethals (belga) |

| 1991. október 16. 20:00 |

| Anglia    | 1–0               | Törökország |
| --------- | ----------------- | ----------- |
| Smith 21' | (1–0) Jegyzőkönyv |             |

| Wembley Stadion, London Nézőszám: 50 896 Játékvezető: Antonio Martín Navarrete (spanyol) |

| 1991. november 13. 18:30 |

| Lengyelország | 1–1               | Anglia      |
| ------------- | ----------------- | ----------- |
| Szewczyk 32'  | (1–0) Jegyzőkönyv | Lineker 77' |

| Stadion Miejski, Poznań Nézőszám: 10 300 Játékvezető: Hubert Forstinger (osztrák) |

| 1991. november 13. 19:30 |

| Törökország             | 1–3               | Írország                   |
| ----------------------- | ----------------- | -------------------------- |
| Çalımbay 13' (11-esből) | (1–1) Jegyzőkönyv | Byrne 8' 58' Cascarino 55' |

| BJK İnönü Stadium, Isztambul Nézőszám: 33 061 Játékvezető: Zoran Petrović (jugoszláv) |